# 오스카 A. C. 런드
오스카 A. C. 런드(Oscar A. C. Lund, 1885년 5월 21일 ~ 1963년 5월 2일)는 스웨덴 태생의 스웨덴과 미국 영화 산업의 배우, 영화 감독이다.
1885년 5월 21일 스웨덴 예테보리에서 스웨덴의 배우이자 극감독 칼 루드비그 런드(1858-1893)의 아들로 태어났다. 1900년에 미국으로 이주했다. 런드는 영화 산업에 진출하여 1912년에 자신의 첫 영화 The Wager를 감독했다. 이듬해에 런드는 캐나다에서 The Great Unknown을 촬영했다.